# Берштен I (герб)
Берштен I (Зирава, Жирава, пол. Berszten, Bersten, Zyrzawa, Rzyrzawa, Żyrzawa) — шляхетський родовий герб німецького походження.

## Історія
Польські історики вважають, що перші власники цього герба, рід Берштенів, виїхали з Німеччини або Сілезії. Найстаріша згадка датується 1414 роком.

## Опис
У червоному полі три золоті колеса від плуга (два над одним) з вісьмома спицями, у клейноді три павичевих пера. Намет червоний, підбитий золотом.

## Роди
Берштени (Berszten), Верхлинські (Вєжхлінські) (Wierzchliński), Гашинські (Gaszyński), Гебултовські (Giebułtowski), Карньовські (Karniowski), Ольберовські (Olbierowski), Ольбєжи (Olbierz), Ольбєжовські (Olbierzowski), Пікарські (Pikarski).

## Відміни

Берштен II